# Richard Ewen Borcherds
Ricard Ewen Borcherds FRS (29 de novembre de 1959 a Ciutat del Cap, Sud-àfrica) és un matemàtic conegut pels seus treballs en teoria de grups i en àlgebra de Lie.
Va fer els seus estudis a la King Edward's School a Birmingham, després a la universitat de Cambridge, on seguia els cursos de John Horton Conway. Després d'haver obtingut el doctorat, ha ocupat diversos llocs a Cambridge i a la Universitat de Califòrnia, Berkeley, on és actualment professor de matemàtiques.
Borcherds és particularment conegut pel seu treball que connecta la teoria dels grups finits a altres sectors de les matemàtiques. En particular, va inventar la noció d'àlgebra vèrtex, que es va servir en la demostració de la Conjectura de conway-norton. Aquest resultat està vinculat a la teoria de les representacions del grup monstre, un grup finit l'estructura del qual no havia estat fins ben compresa fins aquest moment. Aquests últims anys, Borcherds ha intentat construir la teoria quàntica de camps de manera matemàticament rigorosa.
El 1998 al 23è Congrés internacional de matemàtiques a Berlín (Alemanya), va rebre la medalla Fields.